# Kickapoo (volk)
De Kickapoo of Kikapú zijn een indiaans volk in de Verenigde Staten en Mexico. De Kickapoo spreken het Kickapoo, een taal van de Algonkische taalfamilie. Kickapoo is een Angelsaksische verbastering van de naam die ze zichzelf gaven: Giiwigaabaw. Er leven ongeveer 3000 Kickapoo in de Verenigde Staten en 250 in Mexico.
Men weet niet zeker wanneer de Kickapoo in Texas arriveerden. Kickapoo kregen land van de Spaanse koning in 1775. Dit gebied lag in het noorden van de Spaanse kolonie Nieuw-Spanje dat tegenwoordig Texas is. Na de oorlog van 1812, waarin de Amerikanen met de Britten vochten, vestigden zich twee Kickapoogroepen in Missouri. In 1833 verhuisde het grootste gedeelte van hen naar Kansas en de rest van hen kwam naar Texas.
Rondtrekken was niet nieuw voor de Kickapoo, zij werden door de overheid diverse malen gedwongen om te verhuizen en uiteindelijk vestigde een gedeelte van hen zich in Oklahoma, in een reservaat. Anderen kregen land van de president van Mexico en bleven daar.
Na vele jaren van droogte die hun oogst niet ten goede kwam, waren de Kickapoo uit Mexico gedwongen te gaan werken in de Verenigde Staten. Uiteindelijk vroegen ook zij erkenning als inwoner van de VS aan en werden zij federaal erkend als de Kickapoo-stam van Texas. Van de overheid kregen zij een stuk land ten zuiden van Eagle Pass in Texas.

## Naar het reservaat
In het begin woonden de Kickapoo in het reservaat in kartonnen replica’s van hun traditionele wickiups onder de brug van de Eagle Pass. Zij deden dit om vast te houden aan hun tradities.
De nieuwe huizen die voor de Kickapoo werden gebouwd leken in het geheel niet op hun eigen bouwstijl. Net over de grens van het reservaat in Mexico staan nog wel veel traditionele Kickapoo-huizen. Het is ook in Mexico waar zij nog op hun traditionele manier kunnen leven. Zij voeren hun traditionele ceremonies daar uit en het dorp is nog op traditionele Kickapoo-wijze gebouwd.
In de Verenigde Staten zijn de drie Kickapoo-stammen van Kansas, Oklahoma en Texas. Een vierde stam in Arizona wacht nog op erkenning. De Kickapoo in het Mexicaanse Coahuila zijn erkend als een van de 62 inheemse volkeren van Mexico, enigszins controversieel, daar zij van oudsher niet in Mexico wonen en er discussie over mogelijk is of zij wel 'inheems' zijn.